# Parque natural nacional de las Montañas Sagradas
El parque natural nacional de las Montañas Sagradas (en ucraniano: Святі Гори національний природний парк) se encuentra a lo largo de los acantilados de tiza y las terrazas fluviales del río Donets al este de Ucrania. Los límites del parque son un mosaico de áreas boscosas que se extienden a lo largo de las orillas del Donets. Las Montañas Sagradas de Ucrania contienen muchos sitios arqueológicos, naturales, históricos y recreativos. El parque está situado en los distritos administrativos (raión) de Sloviansk (11 957 ha), Limán (27 665 ha) y Bajmut; todos ellos situados al norte del óblast de Donetsk.

## Topografía
El río Donets nace en las tierras altas rusas al norte del parque, después fluye hacia el sureste a través de Ucrania y regresa a Rusia. El parque  está situado en el tramo medio del sector ucraniano, en un terreno de estepas, montañas, tierras altas y humedales. La margen izquierda del río en el parque son en su mayoría terrazas de inundaciones, con numerosos lagos y arroyos alimentados por manantiales. Los tramos de la margen derecha se encuentran en colinas de tiza que se elevan 120-130 metros sobre el río. El Donets se inunda una media de 2,5 metros cada año, con picos de 5,8 metros cada cinco años.

## Clima y ecorregión
El clima del parque es Clima continental húmedo, con veranos cálidos (clasificación climática de Köppen (Dfb)). Este clima se caracteriza por grandes diferencias diurnas y estacionales de temperatura con veranos cálidos e inviernos fríos y nevados. El parque se encuentra en la ecorregión de la estepa póntica, una pradera que se extiende desde Rumania en el oeste hasta la región de los Montes Urales del sur.

## Flora y fauna

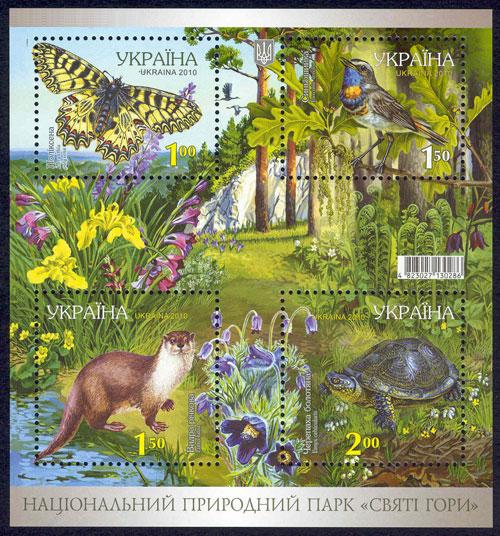
Sello ucraniano en honor al Parque de las Montañas Sagradas

Hasta el 91 % del parque está cubierto de bosques de sauces y alisos, otro 2,5 % de pantanos y un 1,5 % de prados. El parque tiene una gran diversidad de especies tanto de flora como de fauna, más de un tercio de las especies presentes en Ucrania se encuentran dentro de los límites del parque. Los bosques caducifolios de la margen izquierda muestran rodales de robles (un tercio de los árboles) de 90-110 años, fresnos, tilos y arces. Las primeras terrazas suelen ser arenosas con rodales de pinos. Aunque normalmente es raro en una zona de estepa, los bosques de la zona se benefician del relieve montañoso y el agua natural de la zona. Las capas herbáceas del parque son de especies esteparias. Se han registrado 943 especies de plantas en el parque, incluidas muchas especies reliquias (Cretácico) y endémicas (veinte registradas).
En el parque hay registradas más de cuarenta especies de peces, más de doscientas de aves, diez de reptiles y cuarenta y ocho de mamíferos. El parque tiene una gran cantidad de mamíferos depredadores, incluidos zorros, martas e incluso lobos. Los zorros tienden a hacer sus guaridas dentro de los límites del parque, pero se extienden a las tierras de cultivo cercanas.

## Uso público
Aproximadamente el 85 % del parque está disponible para uso recreativo: caminatas, campamentos en áreas designadas y recorridos históricos y ecológicos. El 6,5 % del parque está fuera del alcance del público para proteger sitios especialmente importantes o sensibles.